# Ryan Jones (cầu thủ bóng đá, sinh năm 1973)
Ryan Jones (sinh ngày 23 tháng 7 năm 1973) là một tiền vệ bóng đá người Wales từng thi đấu cho Sheffield Wednesday và Scunthorpe United. Ông thi đấu cho đội tuyển Wales một trận, trước Estonia năm 1994. Ông là người hâm mộ Hillsborough cho đến khi chấn thương buộc ông phải giải nghệ.